# Pseudoscaphirhynchus kaufmanni
El esturión de Amu Daria (Pseudoscaphirhynchus kaufmanni) es un especie de pez acipenseriforme de la familia Acipenseridae. Es una especie potamódromo endémica del río Amu Daria en Turkmenistán, Uzbekistán, Tayikistán y posiblemente Afganistán, especialmente en aguas poco profundas, turbias, fangosas y arenosas. Históricamente se distribuía en el mar de Aral, se encuentra en el mismo hábitat del esturión enano, como también se hibridaba con este.

## Características
En el extremo del hocico presenta desde 1 hasta 9 espinas afiladas, también se encuentran 2 espinas afiladas tanto entre los ojos como en el occipucio. La lámina superior de la aleta caudal termina con un filamento largo, tiene de 10 a 15 placas óseas dorsales, de 28 a 40 placas laterales y de 5 a 11 placas pélvicas.
El cuerpo entre las placas óseas esta cubierto de granos óseos, además de presentar una boca grande con ojos pequeños. La longitud (sin contar en filamento caudal) es de hasta 60 cm y el peso es de hasta 1 kg, alcanzan la madurez a la edad de 6 a 7 años en machos y de 7 a 8 años en las hembras, con una longitud de 25 cm.
Su periodo de ovación y desove es en abril, la fertilidad es de 1000 a 1900 huevos, de 1,9 a 2,4 mm de diámetro. Los ejemplares más grandes ponen hasta 37 mil huevos, los alevines se desplazan a río abajo y se alimentan de larvas acuosas de insectos, huevos y otros alevines de peces. Mientras que los adultos generalmente son piscívoros
A pesar de ser esturiones pequeños, es la especie más grande del género Pseudoscaphirhynchus, además de ser la especie tipo de este.

## Amenazas y conservación
El esturión de Amu Daria alguna vez estuvo presente en toda la cuenca del río Amu Daria , incluyendo su delta en el mar de Aral. Hoy en día se encuentra en el curso medio del río Amu Daria (entre Kerki y Chardzhou en Turkmenistán y también más abajo en el área de Kyzylrabat (Uzbekistán), también en la parte baja del río Amu Daria (entre Pitnak y Urganch en la provincia de Khorezm, Uzbekistán) y en la parte baja del río Vakhsh (un afluente del Amu Darya) en Tayikistán.
Esto se debe a la construcción de varias presas, que provocó bajos caudales en los tramos medio y bajo del río desde mediados de la década de 1970 hasta finales de la década 1980, se alteró drásticamente el régimen hidrológico y transformó el hábitat. Las presas impiden la migración entre los tramos del río. El cambio en el régimen de caudales, resultante de la transición del riego a la producción de energía durante el último siglo, ha agravado el deterioro del entorno para esta especie. La pesca furtiva redujo aún más el tamaño de las poblaciones.
En general, el estado del esturión de Amu Daria es poco conocido y se necesitan más estudios. Una parte de su área de distribución se encuentra en la Reserva Natural Estatal de Amu Daria. Aunque el esturión de Amu Darya es una especie totalmente protegida en toda su área de distribución, la pesca ilegal está muy extendida y la gestión pesquera en la región es muy deficiente. La especie ha estado incluida en el Apéndice II de la CITES desde 1998. Esto restringe el comercio internacional de la especie, pero dos fueron exportados legalmente desde Uzbekistán a Rusia con fines zoológicos entre 2002 y 2012, y en 2013 Uzbekistán estableció la cuota de exportación a veinte individuos.
Se considera una especie de pez valiosa, pero por su baja población no tiene importancia comercial.